# Fritz von Opel

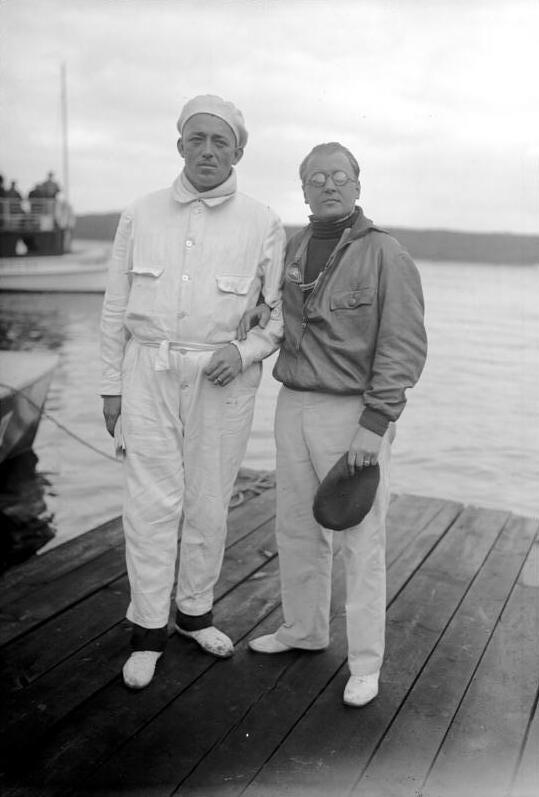
Fritz von Opel (rechts) zusammen mit dem Franzosen François Sigrand bei einem Motorbootrennen am Templiner See im Juni 1928

Friedrich Adam Hermann „Fritz“ Opel (ab 1917 von Opel; * 4. Mai 1899 in Rüsselsheim; † 8. April 1971 in Samedan, Schweiz) war ein deutscher Industrieller, Raketenpionier und Motorsportler aus der Familie Opel. Sein Spitzname war „Raketen-Fritz“.

## Leben
Fritz von Opel war ein Enkel von Adam Opel und Sohn von Wilhelm von Opel. Seine Schwester war Elinor von Opel, ein Vetter Georg von Opel. Als sein Vater Wilhelm 1917 in den erblichen Adelsstand erhoben wurde, waren damit auch seine Nachkommen nobilitiert und berechtigt, das Adelsprädikat zu führen.
Fritz von Opel studierte an der TH Darmstadt und wurde zunächst Testleiter der Adam Opel AG. 1929 heiratete er seine erste Frau Margot (1902–1993), geborene Löwenstein, eine Schauspielerin und Sportfliegerin, die zuvor mit dem Schauspieler Kurt Sellnick verheiratet war. Nach der Scheidung von Margot heiratete er 1947 Emita Herrán Olozaga, Tochter des Diplomaten Rafael Bernando Herrán Echeverri und seiner Frau Lucia Olozaga. Aus dieser Ehe gingen zwei Kinder hervor, Frederick von Opel, genannt Rikky (* 1947), und Marie Christine von Opel, genannt Putzi (1951–2006).
Er baute gemeinsam mit Max Valier, Friedrich Wilhelm Sander und Kurt C. Volkhart einen Rennwagen mit Pulverraketenantrieb (Opel-Sander-Rakwagen 1), der Opel-Ingenieur und Testfahrer Volkhart erreichte am 11. April 1928 auf der hauseigenen Rennbahn in Rüsselsheim eine Geschwindigkeit von 138 km/h.
Am 23. Mai desselben Jahres startete Fritz von Opel persönlich auf der Berliner AVUS mit dem Opel-Sander-Rakwagen 2 und stellte einen Geschwindigkeitsrekord von 238 km/h auf. Am 23. Juni schraubte die unbemannte RAK3 auch den Rekord für Schienenfahrzeuge auf einer schnurgeraden Eisenbahnstrecke, der „Hasenbahn“ bei Burgwedel, auf 254 km/h.

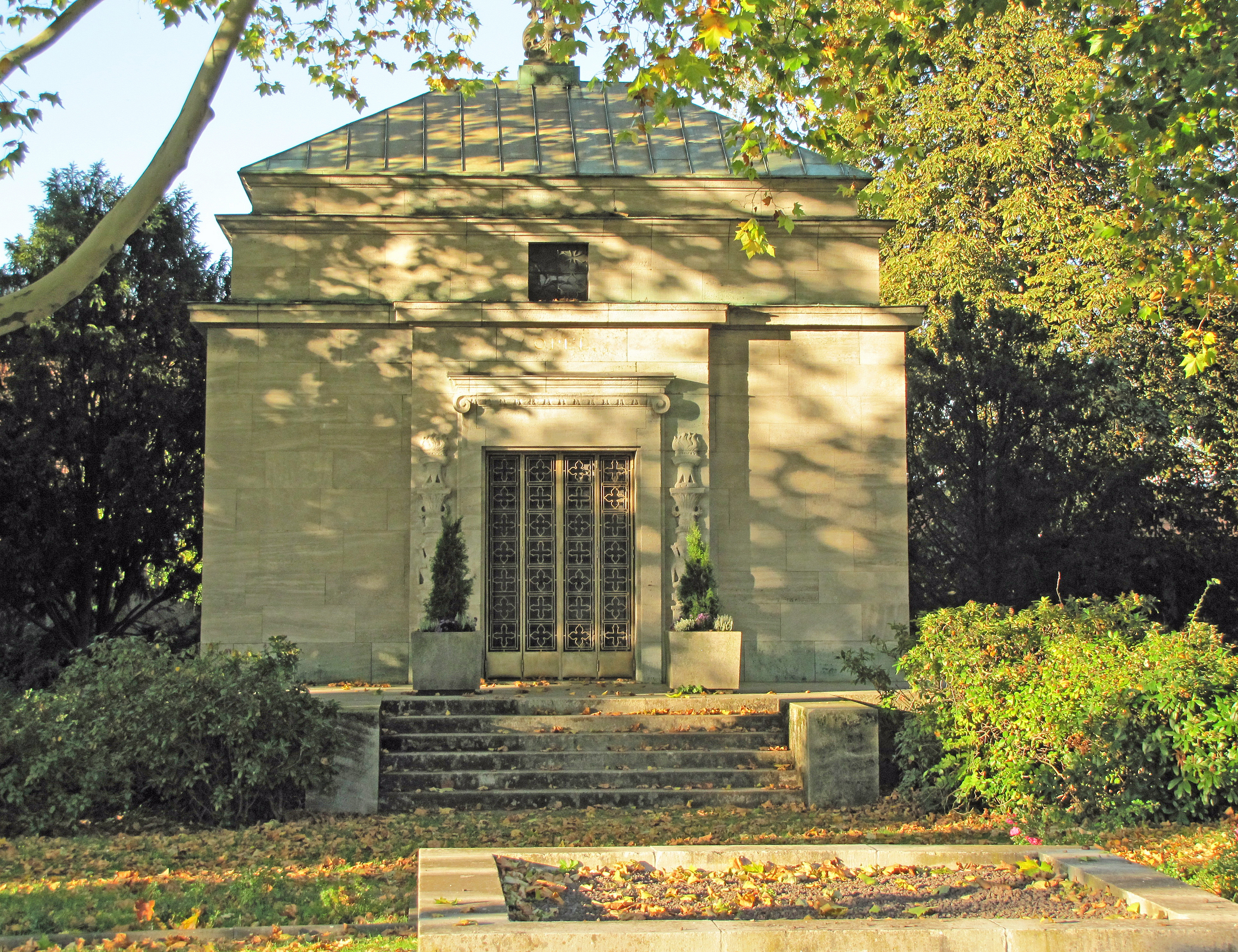
Opel-Mausoleum in Rüsselsheim am Main

Fritz von Opel hatte bereits den ersten bemannten Raketenflug am 11. Juni 1928 mit einer Lippisch-Ente, welche mit Feststoffraketen versehen worden war, finanziert. Darauf aufbauend unternahm Opel am 30. September 1929 auf dem Frankfurter Flugplatz Rebstock einen weiteren bemannten Raketenflug. Der Flugzeugkonstrukteur Julius Hatry entwickelte dafür einen Hochdecker mit doppeltem Leitwerk. Bei diesem handelt es sich um das erste speziell für den Raketenantrieb gebaute Flugzeug weltweit. Das Raketenflugzeug Opel-Sander RAK.1 erreichte eine Höhe von 20 bis 30 Metern und legte in 80 Sekunden knapp zwei Kilometer zurück. Es kam allerdings zu einer Bruchlandung, die Fritz von Opel jedoch unbeschadet überstand. Zu weiteren Raketenversuchen kam es daraufhin nicht mehr.
Opel schrieb auch Gedichte. 1968 veröffentlichte er einen Lyrikband Zwischen Schatten und Licht im Limes-Verlag. Seine Gedichte wurden von Dolores Mertens auch für eine Schallplatte vertont.
Fritz von Opel starb am 8. April 1971 mit 71 Jahren in Samedan, Schweiz und wurde im Opel-Mausoleum in Rüsselsheim am Main bestattet.

## Ehrungen
- 1962: Ehrensenator der TH Darmstadt